# Classifica perpetua della Superliga (Slovacchia)
La classifica perpetua (o classifica all-time) è una speciale classifica che raggruppa i risultati complessivi di tutte le squadre che hanno disputato almeno una stagione nella Superliga slovacca. La classifica è aggiornata alla stagione 2012-2013. Del campionato 2006-2007 è considerata solo la stagione regolare.
Dal 1993 lo Slovan Bratislava rimane per più di un decennio al comando della classifica perpetua. Inizialmente solo il Košice riesce a tenere il ritmo della società di Bratislava recuperando fino a -8. La retrocessione dello Slovan Bratislava del 2004 consente all'Inter Bratislava di guadagnare la vetta della classifica perpetua nel 2005. Alla fine della stagione 2008 lo Žilina sale al comando della classifica e solo nel 2013 lo Slovan Bratislava riacquista il comando della graduatoria.

## Classifica
| Pos. | Squadra             | Stagioni | Punti | G   | V   | N   | P   | GF  | GS  | DR   | Pen |
| ---- | ------------------- | -------- | ----- | --- | --- | --- | --- | --- | --- | ---- | --- |
| 1    | Slovan Bratislava   | 18       | 1032  | 570 | 300 | 152 | 128 | 972 | 587 | +385 |     |
| 2    | Žilina              | 19       | 1028  | 620 | 299 | 148 | 175 | 970 | 616 | +354 |     |
| 3    | Spartak Trnava      | 19       | 947   | 616 | 273 | 154 | 189 | 849 | 667 | +182 |     |
| 4    | Dukla B.B.          | 17       | 793   | 544 | 184 | 150 | 200 | 647 | 663 | -16  |     |
| 5    | VSS Košice          | 17       | 775   | 544 | 237 | 132 | 195 | 749 | 708 | +41  |     |
| 6    | Inter Bratislava    | 14       | 695   | 454 | 295 | 98  | 151 | 678 | 517 | +161 |     |
| 7    | Ružomberok          | 16       | 676   | 526 | 204 | 144 | 178 | 662 | 577 | +85  |     |
| 8    | Petržalka           | 13       | 645   | 521 | 180 | 105 | 136 | 611 | 520 | +91  |     |
| 9    | AS Trenčín          | 13       | 548   | 427 | 149 | 98  | 177 | 516 | 590 | -74  |     |
| 10   | Tatran Prešov       | 14       | 532   | 453 | 140 | 122 | 191 | 492 | 595 | -103 |     |
| 11   | Dubnica             | 13       | 474   | 454 | 120 | 117 | 188 | 436 | 604 | -168 |     |
| 12   | Nitra               | 12       | 439   | 378 | 122 | 76  | 180 | 380 | 531 | -151 | -3  |
| 13   | DAC Dunajská Streda | 10       | 318   | 338 | 83  | 75  | 160 | 328 | 510 | -182 |     |
| 14   | Púchov              | 6        | 263   | 216 | 70  | 53  | 93  | 235 | 294 | -69  |     |
| 15   | Humenné             | 7        | 249   | 216 | 70  | 43  | 103 | 238 | 323 | -85  |     |
| 16   | Senica              | 4        | 216   | 132 | 57  | 33  | 38  | 175 | 131 | +44  |     |
| 17   | Banik Prievidza     | 7        | 211   | 216 | 59  | 44  | 116 | 239 | 369 | -130 |     |
| 18   | ViOn Z.M.           | 5        | 176   | 198 | 45  | 41  | 79  | 154 | 246 | -92  |     |
| 19   | Lokomotíva Košice   | 5        | 174   | 156 | 49  | 37  | 71  | 180 | 241 | -61  |     |
| 20   | Partizán Bardejov   | 5        | 159   | 154 | 45  | 24  | 85  | 158 | 232 | -74  |     |
| 21   | Rimavská Sobota     | 4        | 134   | 126 | 35  | 29  | 62  | 129 | 193 | -64  |     |
| 22   | Senec               | 3        | 95    | 95  | 24  | 24  | 37  | 85  | 119 | -34  |     |
| 23   | Spartak Myjava      | 1        | 48    | 33  | 13  | 9   | 11  | 43  | 37  | +6   |     |